# Sarrant
Sarrant é uma comuna francesa na região administrativa de Occitânia, no departamento de Gers. Estende-se por uma área de 19,81 km². Em 2010 a comuna tinha 380 habitantes (densidade: 19,2 hab./km²).
Pertence à rede das As mais belas aldeias de França.